# Élections législatives de 1852 dans la Mayenne
Les élections législatives françaises de 1852 se déroulent le 29 février 1852. Dans le département de la Mayenne, trois députés sont à élire dans le cadre de trois circonscriptions.

## Élus
|   | Circonscription | Député sortant |  | Parti               | Député élu ou réélu                                                   |  | Parti               |
| - | --------------- | -------------- |  | ------------------- | --------------------------------------------------------------------- |  | ------------------- |
| = | Première        |                |  | Majorité dynastique | René Duvivier décédé en 1852, remplacé par Jules Leclerc d'Osmonville |  | Majorité dynastique |
| = | Seconde         |                |  | Majorité dynastique | Thomas Louis Mercier                                                  |  | Majorité dynastique |
| = | Troisième       |                |  | Majorité dynastique | Esprit Adolphe Segrétain                                              |  | Majorité dynastique |

## Résultats

### Laval
| Candidats        | Candidats                      | Étiquette           | Premier tour | Premier tour | Ballotage | Ballotage |  |
| Candidats        | Candidats                      | Étiquette           | Voix         | %            | Voix      | %         |  |
| ---------------- | ------------------------------ | ------------------- | ------------ | ------------ | --------- | --------- |  |
|                  | René Charles Duvivier          | Majorité dynastique | 16 568       |              |           |           |  |
|                  | Claude de Berset *             | Légitimiste         | 3279         |              |           |           |  |
|                  | Jules Leclerc d'Osmonville     | Majorité dynastique | 2 784        |              |           |           |  |
|                  | Charles-François-Xavier Müller | Légitimiste         | 2316         |              |           |           |  |
|                  |                                |                     |              |              |           |           |  |
| Inscrits         | Inscrits                       | Inscrits            | 39685        |              |           |           |  |
| Votants          | Votants                        | Votants             | 25285        |              |           |           |  |
| Exprimés         |                                |                     |              |              |           |           |  |
| Blancs et perdus |                                |                     |              |              |           |           |  |

*sortant
Élection partielle du 30 janvier 1853 à la suite du décès du Général Duvivier :
| Candidats        | Candidats                  | Étiquette           | Premier tour | Premier tour | Ballotage | Ballotage |  |
| Candidats        | Candidats                  | Étiquette           | Voix         | %            | Voix      | %         |  |
| ---------------- | -------------------------- | ------------------- | ------------ | ------------ | --------- | --------- |  |
|                  | Jules Leclerc d'Osmonville | Majorité dynastique | 15 931       |              |           |           |  |
|                  |                            |                     |              |              |           |           |  |
| Inscrits         | Inscrits                   | Inscrits            | 39743        |              |           |           |  |
| Votants          | Votants                    | Votants             | 16503        |              |           |           |  |
| Exprimés         |                            |                     |              |              |           |           |  |
| Blancs et perdus |                            |                     |              |              |           |           |  |

*sortant

### Mayenne
| Candidats         | Candidats            | Étiquette               | Premier tour | Premier tour | Ballotage | Ballotage |  |
| Candidats         | Candidats            | Étiquette               | Voix         | %            | Voix      | %         |  |
| ----------------- | -------------------- | ----------------------- | ------------ | ------------ | --------- | --------- |  |
|                   | Thomas Louis Mercier | Majorité dynastique     | 19 418       |              |           |           |  |
|                   | Louis Bigot *        | Opposition républicaine | 4 164        |              |           |           |  |
|                   |                      |                         |              |              |           |           |  |
| Inscrits          | Inscrits             | Inscrits                | 36340        |              |           |           |  |
| Votants           | Votants              | Votants                 | 23670        |              |           |           |  |
| Exprimés          |                      |                         |              |              |           |           |  |
| Blancs et annulés |                      |                         |              |              |           |           |  |

*sortant

### Château-Gontier
| Candidats        | Candidats                       | Étiquette               | Premier tour     | Premier tour | Ballotage   | Ballotage |  |
| Candidats        | Candidats                       | Étiquette               | Voix             | %            | Voix        | %         |  |
| ---------------- | ------------------------------- | ----------------------- | ---------------- | ------------ | ----------- | --------- |  |
|                  | Esprit Adolphe Segrétain        | Majorité dynastique     | 8 196            |              | 11 988      |           |  |
|                  | Pierre René Martinet            | Opposition républicaine | 5 642            |              | 6 847       |           |  |
|                  | Marie Louis de Vaujuas-Langan * | Légitimiste             | 5 475            |              | Désistement |           |  |
|                  |                                 |                         |                  |              |             |           |  |
| Inscrits         | Inscrits                        | Inscrits                | 27 756           |              | 27 467      |           |  |
| Votants          | Votants                         | Votants                 | 18 671           |              | 19 097      |           |  |
| Exprimés         |                                 |                         |                  |              |             |           |  |
| Blancs et perdus | Blancs et perdus                | Blancs et perdus        | Blancs et perdus | 262          |             |           |  |

*sortant
Aucun des candidats n'ayant obtenu la majorité, un deuxième tour est organisé le 14 mars 1852.

## Sources
- « Élections législatives de 1852 dans la Mayenne », dans Adolphe Robert et Gaston Cougny, Dictionnaire des parlementaires français, Edgar Bourloton, 1889-1891 [détail de l’édition]
- L'Indépendant de l'Ouest, 5 mars 1852